# Liste des Justes du Calvados
Compléments
Reconnus par Yad Vashem, de 1999 à 2014.
Les « Justes » dans le Calvados sont les personnes qui dans ce département français ont protégé les Juifs pendant la Seconde Guerre mondiale, et ont reçu le titre de « Juste parmi les nations » décerné par l'Institut Yad Vashem. 
Cette liste est présentée par commune ou hameau, selon les informations du Yad Vashem.

## Basseneville
- Jeanne Talon, née Michau : ouvrière à Paris, elle a cinq enfants. Elle recueille quatre jeunes filles juives, de deux familles, dont les parents (Hélène et Éric Allatini figurent parmi eux) ont été arrêtés et déportés. Après avoir échappé à une rafle, elle s'échappe de Paris avec les neuf enfants et se réfugie avec eux à Basseneville jusqu'à la fin de la guerre. Elle use de subterfuges pour qu'ils ne soient pas repérés ; elle envoie en plus des colis aux Juifs détenus et participe à un réseau de soutien aux réfractaires au STO. Elle est reconnue Juste parmi les nations en 1999[1],[2],[3].

## Caen
- Janine Gille, née Boitard (1907-2001) : Janine Gille est résistante, recueille des renseignements et cache des aviateurs alliés. En octobre 1943, elle va chercher deux filles juives dont la mère a été prise dans une rafle. Elle les met à l'abri dans un couvent puis chez des fermiers, auxquels elle verse une allocation. Elle est reconnue Juste parmi les nations en 2001[4],[5].

## Courcy
- Georgette Verrier (1906-1992) : elle est blanchisseuse à Nanterre, épouse d'un charcutier et mère de deux enfants. En 1941, elle propose d'héberger deux enfants juifs pour que leurs parents puissent se cacher plus facilement. Elle les emmène avec ses enfants chez un fermier à Courcy, et les cache jusqu'à la fin de la guerre. Elle est reconnue Juste parmi les nations en 2005[6],[7].

## La Ferrière-Duval
- Georges Calbris (1891-1963), agriculteur.
- Henri Calbris (1921-1972), agriculteur.
- Yvonne Calbris, née Demortreux (1891-1970), agricultrice.
Henri Calbris va régulièrement à Paris, où il rencontre Maurice Etynger et lui propose de se réfugier chez ses parents, ce qu'il fait. Georges, Yvonne et Henri Calbris sont reconnus Justes parmi les nations en 2014[8].

## Ouilly-le-Tesson
- Lucien Viot (1903-1971), épicier.
- Marthe Viot, née Basset (1902-1981), épicière.
Lucien Viot est sollicité en 1943 par son ami Henri Héloin pour s'occuper de sa fille Anne. Il va la chercher à Rouen ; les époux Viot s'en occupent et la considèrent comme une de leurs enfants, jusqu'à la fin de la guerre. Lucien et Marthe Viot sont reconnus Justes parmi les nations en 2013[9].

## Saint-Martin-de-Bienfaite-la-Cressonnière
- Georgette Lefrançois (morte en 1998)
- Pierre Lefrançois (1913-1944), résistant.
Georgette et Pierre Lefrançois prennent soin du jeune Ariel Eder, âgé de quatre ans et demi, abandonné par un passeur en 1942. Ils s'en occupent et l'élèvent, avec la complicité de leur entourage. Pierre Lefrançois, résistant blessé en mission, meurt en juin 1944 ; son épouse continue à s'occuper de l'enfant jusqu'à ce qu'il soit pris en charge par la Croix-Rouge en 1945 pour rejoindre ses parents. Les époux Lefrançois sont reconnus Justes parmi les nations en 2005[10].

## Saint-Philbert-des-Champs
- Joseph Legrip (1885-1959), cultivateur[11].
- Léa Legrip, née Desmouceaux (1893-1957), cultivatrice[11].
Léa et Joseph Legrip accueillent la jeune Gaby Bron dans leur ferme, avec leurs enfants, et en prennent soin jusqu'à la fin de la guerre. Ils sont reconnus Justes parmi les nations en 2008[11].

## Vire
- Madeleine Herbert, née Lacroix (1911-2011), nourrice, femme de ménage. Madeleine Herbert prend en charge le jeune Jacques Goldnadel en juin 1942. Elle l'emmène d'abord chez sa sœur Léontine Papillon et son beau-frère à Mortrée, où l'enfant reste deux ans. Après une dénonciation, elle emmène le jeune Jacques plus loin, à Guéret. Elle est reconnue Juste parmi les nations en 2011[12].